# Tỉnh ủy Lạng Sơn
Tỉnh ủy Lạng Sơn hay còn được gọi Ban chấp hành Đảng bộ tỉnh Lạng Sơn là cơ quan lãnh đạo cao nhất của Đảng bộ tỉnh  Lạng Sơn giữa hai kỳ đại hội đại biểu Đảng bộ tỉnh Lạng Sơn, do Đại hội Đại biểu Đảng bộ tỉnh bầu.
Tỉnh ủy Lạng Sơn có chức năng thi hành nghị quyết, quyết định của Đại hội Đại biểu Đảng bộ tỉnh Lạng Sơn, Ban Chấp hành Trung ương Đảng, Ban Bí thư và Bộ Chính trị.
Đứng đầu Tỉnh ủy là Bí thư Tỉnh ủy và thường là ủy viên Ban chấp hành Trung ương Đảng. Bí thư hiện tại là ông Hoàng Văn Nghiệm.